# KV4
Ngôi mộ KV4 là một ngôi mộ ở Thung lũng của các vị Vua của Ai Cập. Ngôi mộ đã được bắt đầu xây dựng cho việc chôn cất của vị Pharaon Ramesses XI nhưng có khả năng đã bị bỏ dỡ trong khi được xây dựng, và nó không bao giờ được dùng cho việc chôn cất Ramesses hay bất cứ ai. Nó cũng có khả năng được xây để chôn Pinedjem I vì nhằm chiếm đoạt ngôi mộ này cho riêng mình, nhưng ông ta đã hủy bỏ kế hoạch của mình. KV4 là ngôi mộ hoàng gia cuối cùng và được đáng chú ý.

## Thăm dò và khai quật
Mặc dù KV4 đã được phát hiện ra từ thời cổ đại nhưng nó thực sự được khai quật khi John Romer khám phá ra trong những năm 1978-1980.

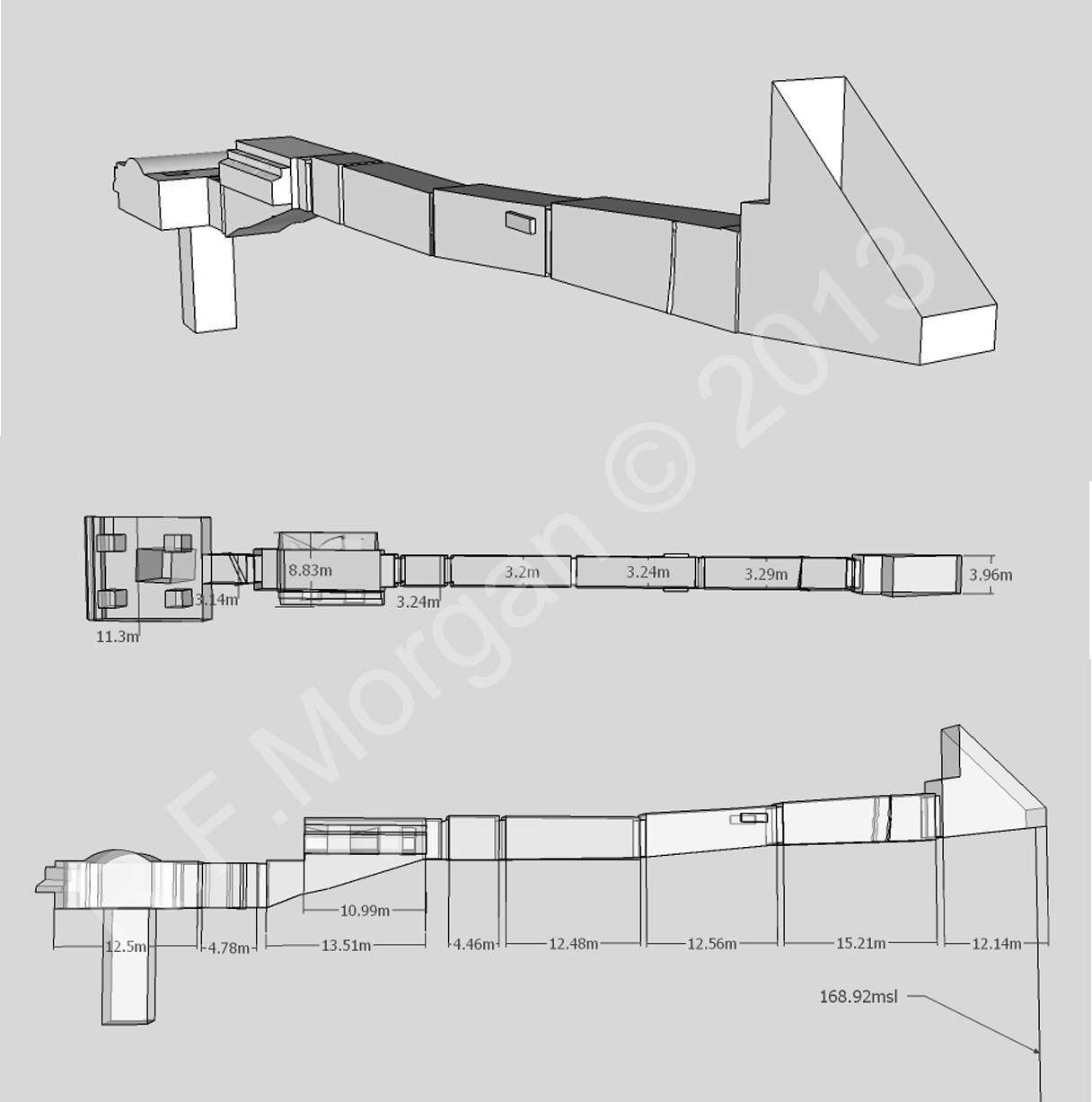
Hình ảnh của KV4 lấy từ một mô hình 3d

## Lịch sử
KV4 đã được xây cho Ramesses XI, có thể nhận biết từ việc xem xét cách trang trí trong hành lang. Tuy nhiện kế hoạch xây này đã bị hủy bỏ vì có những ý kiến khác về việc chôn cất ông ở nơi khác (có lẽ ở Hạ Ai Cập), có thể giải thích cho Pinudjem sau phục hồi và việc của ông vỏ đạn sẽ được rằng anh có ý định để chiếm đoạt ngôi mộ ở đầu của vương quyền của mình, nhưng kế hoạch này quá đã bị bỏ cho an táng ở những nơi khác, có lẽ trong ngôi mộ của Inhapi (ngôi mộ WNA hoặc có thể DB320) một ngôi mộ đó cũng được sử dụng để rebury hoàng gia xác ướp từ các Triều đại thứ mười bảy và các Vương quốc Mới. Này bị bỏ rơi chôn cất kế hoạch là có lẽ có liên quan đến rõ ràng chung từ bỏ Thung lũng như một nghĩa địa hoàng gia và đầu của sự phục hồi và cải táng của trước đó Pharaon trong những Wehem Từ thời gian.